# 塔布省
4°25′N 7°22′W / 4.417°N 7.367°W

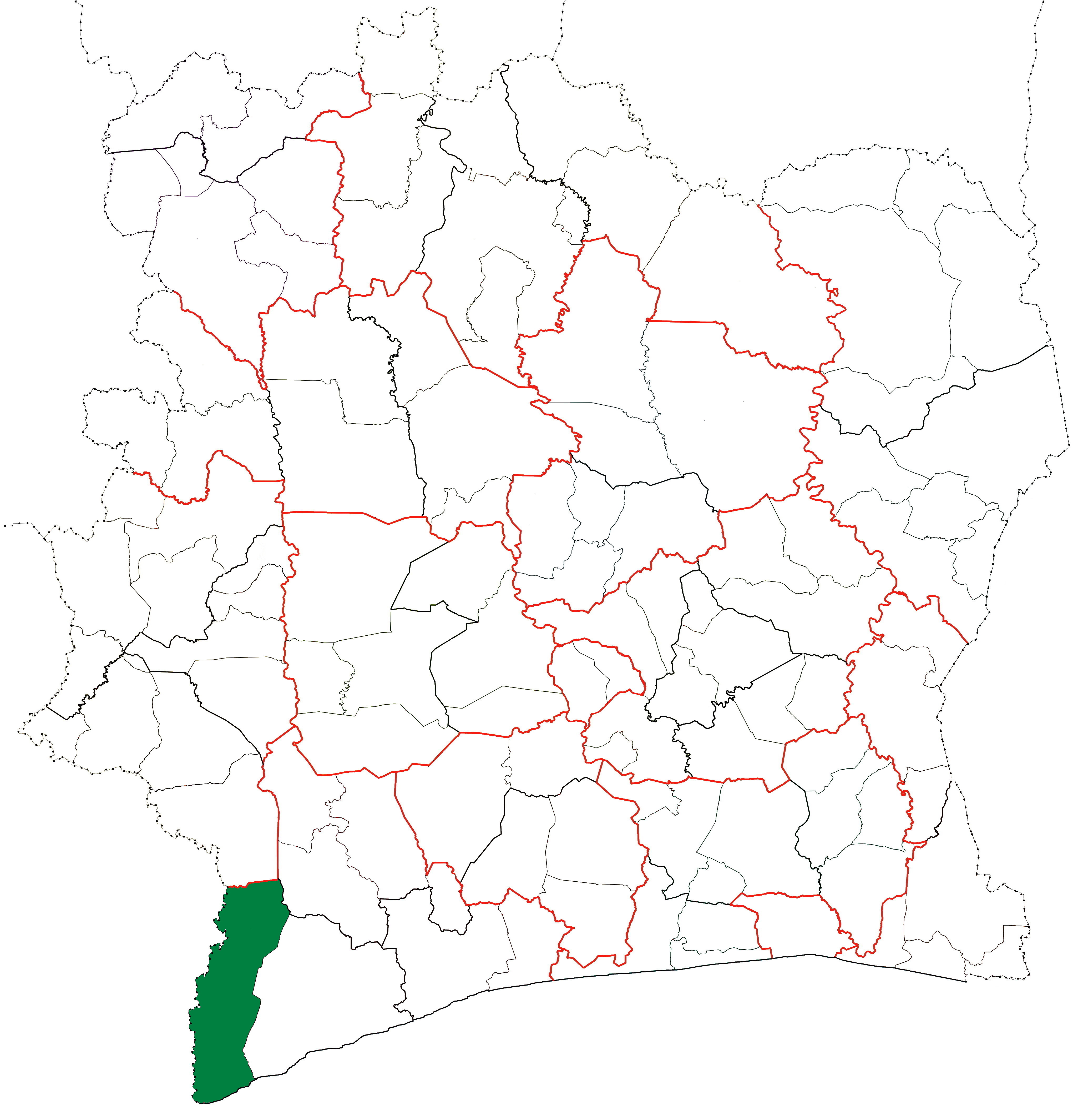

塔布省（Tabou Department），是科特迪瓦的省份，位於該國西南部下薩桑德拉區，由聖佩德羅大區負責管轄，東面是聖佩德羅省，成立於1988年，面積5,490平方公里，2014年人口195,510，人口密度每平方公里36人。